# کلئوپاترا (فیلم ۱۹۱۲)
کلئوپاترا (انگلیسی: Cleopatra) یک فیلم صامت آمریکایی در سبک درام تاریخی است که در سال ۱۹۱۲ منتشر شد. از بازیگران آن می‌توان به هلن گاردنر و هلن کاستلو اشاره کرد.